# SEMTA
De SEMTA (Portugees: Serviço Especial de Mobilização de Trabalhadores para a Amazônia, "Speciale Dienst ter Mobilisatie van Arbeiders voor Amazone"), was een in 1943 opgerichte organisatie voor het werven van arbeiders voor de rubberoogst.

## Achtergrond
Doordat in 1942 door de Washington-akkoorden de vraag naar Braziliaans rubber enorm gestegen was, en de plantages, wegens de grote concurrentie uit het Zuidoost-Azië, goeddeels waren opgegeven, had men op zeer korte termijn behoefte aan grote aantallen arbeiders voor de arbeids-intensieve rubberoogst.

## Organisatie
De SEMTA opereerde vanuit Fortaleza de hoofdstad van het door droogte getroffen Ceará en regelde propaganda, selectie, training en vervoer van de Rubbersoldaten. Deelname in deze organisatie was verplicht en werd voorgesteld als een patriottische plicht.
De locatie was niet toevallig. Niet alleen had de droogte en de daardoor veroorzaakte misoogsten voor grote ellende onder de bevolking gezorgd, maar deze bevolking bestond ook voor het grootste gedeelte uit indios, nakomelingen van de oorspronkelijke bevolking, waarvan men aannam dat ze makkelijker contact zouden krijgen met de stammen in het Amazonegebied. In totaal waren twee kampen opgezet voor de mannen en een derde kamp voor vrouwen en kinderen van de arbeiders.
De propaganda campagne werd geleid door de genaturaliseerde Zwitserse schilder Jean-Pierre Chabloz.